# Heterospathe muelleriana
Heterospathe muelleriana är en enhjärtbladig växtart som först beskrevs av Odoardo Beccari, och fick sitt nu gällande namn av Odoardo Beccari. Heterospathe muelleriana ingår i släktet Heterospathe och familjen Arecaceae. Inga underarter finns listade i Catalogue of Life.